# 拉差貼威站
拉差貼威站（音素換寫：S̄t̄hānī rāchthewī，皇家轉寫：Sathani Ratchathewi，發音：[sā.tʰǎː.nīː râːt.t͡ɕʰā.tʰēː.wīː]）位於泰國首都曼谷披耶泰路，為曼谷BTS（高架電車）蘇坤蔚線上的一座車站，車站編號為N1。

## 鄰近地點
- 亞洲大酒店（Asia Hotel，四星飯店）
  - 卡莉帕索變性人歌舞團（Calypso Cabaret）
  - Busaba泰式烤肉餐廳（Busaba Thai Restaurant）
- 印度尼西亞駐泰國大使館

## 外部連結
- 曼谷集體運輸系統（高架電車）的官方網站
- 亞洲大酒店的官方網站
- 卡莉帕索變性人歌舞團的官方網站 （页面存档备份，存于）
- Busaba泰式烤肉餐廳的官方網站 （页面存档备份，存于）